# Volks-Schillerpreis
Der Volks-Schillerpreis ist eine gemeinsame Einrichtung des allgemeinen deutschen Goethe-Bundes, der erstmals am 9. Mai 1905 an Carl Hauptmann, Gerhart Hauptmann und Richard Beer-Hofmann vergeben wurde. 1908 erhielt ihn Ernst Hardt  und 1913 Herbert Eulenberg.